# Desoxiguanosina
La desoxiguanosina, amb fórmula C10H13N₅O₄,
és un nucleòsid. És similar a la guanosina, però amb el seu grup hidroxil canviat a la posició de la ribosa (fent-la desoxiribosa). Si el seu grup fosfat està enllaçat a la posició 5' passa a ser monofosfat de desoxiguanosina.
És un dels quatre desoxiribonucleòsids que formen l'ADN.